# Méthode de la phase stationnaire
En mathématiques, la méthode de la phase stationnaire permet d'évaluer le comportement asymptotique d'une intégrale du type :
{\displaystyle \mathrm {I} (\lambda )=\int _{a}^{b}f(x)\mathrm {e} ^{\mathrm {i} \lambda g(x)}\,\mathrm {d} x\,}
lorsque {\displaystyle \lambda \rightarrow +\infty }, où i est l'unité imaginaire.

## Idée générale
Le comportement de l'intégrale est approché par son comportement au voisinage des bornes d'intégration mais aussi au voisinage des points où la phase λg est stationnaire, c'est-à-dire des points xs en lesquels la dérivée de g est nulle, c.-à-d. {\displaystyle g'(x_{s})=0}.
Lorsqu'il existe un ou plusieurs points stationnaires, la contribution principale de l'intégrale sera donnée uniquement par l'expression approchée de l'intégrale au voisinage de ces points, lorsque {\displaystyle \lambda \to +\infty }. L'erreur commise par cette méthode est de l'ordre de {\displaystyle O\left(1/\lambda \right)\,} dans la notation de Landau.
Hypothèses
On demande en général que f soit dérivable sur [a , b] et g, dérivable deux fois et de dérivée seconde continue :
{\displaystyle f\in {\mathcal {C}}([a,b]),\ g\in {\mathcal {C}}^{2}[a,b]}

## Cas de figure et résultats
Plusieurs cas de figure peuvent être distingués  :
- {\displaystyle g(x)} ne possède pas de points stationnaires sur {\displaystyle a\leq x\leq b}. L'intégrale est alors approchée par intégration par parties successives :
{\displaystyle I(\lambda )={\frac {f(b)}{\mathrm {i} \lambda g'(b)}}\mathrm {e} ^{\mathrm {i} \lambda g(b)}-{\frac {f(a)}{\mathrm {i} \lambda g'(a)}}\mathrm {e} ^{\mathrm {i} \lambda g(a)}+O\left({\frac {1}{\lambda ^{2}}}\right)} ;
- {\displaystyle g(x)} possède un seul point stationnaire {\displaystyle x_{s}} sur {\displaystyle a<x<b}
  - Si {\displaystyle g''(x_{s})>0} :
{\displaystyle I(\lambda )={\sqrt {\frac {2\pi }{\lambda g''(x_{s})}}}f(x_{s})\mathrm {e} ^{\mathrm {i} \lambda g(x_{s})}\mathrm {e} ^{\mathrm {i} {\frac {\pi }{4}}}+O\left({\frac {1}{\lambda }}\right)\,}
  - Si {\displaystyle g''(x_{s})<0} :
{\displaystyle I(\lambda )={\sqrt {\frac {2\pi }{-\lambda g''(x_{s})}}}f(x_{s})\mathrm {e} ^{\mathrm {i} \lambda g(x_{s})}\mathrm {e} ^{-\mathrm {i} {\frac {\pi }{4}}}+O\left({\frac {1}{\lambda }}\right)\,}

Remarque 1 : En notant {\displaystyle \sigma =\operatorname {sgn}(g''(x_{s}))}, les expressions précédentes peuvent être réduites à :
{\displaystyle I(\lambda )={\sqrt {\frac {2\pi }{\lambda |g''(x_{s})|}}}f(x_{s})\mathrm {e} ^{\mathrm {i} \lambda g(x_{s})}\mathrm {e} ^{\mathrm {i} \sigma {\frac {\pi }{4}}}+O\left({\frac {1}{\lambda }}\right)\,}
Remarque 2 : Si {\displaystyle g(x)} possède plusieurs points stationnaires sur {\displaystyle a<x<b}, alors il convient de faire la somme des contributions de chacun des points stationnaires.
Remarque 3 : Cette approximation n'est pas valide lorsque le point stationnaire {\displaystyle x_{s}} approche de l'une des bornes de l'intégrale. Par exemple, si le point stationnaire varie et dépasse la borne supérieure, l'approximation devient discontinue selon la position du point stationnaire : inférieur, égal ou supérieur à la borne supérieure. Dans ce cas, il convient alors d'utiliser une approximation asymptotique uniforme, faisant intervenir les intégrales de Fresnel.
Remarque 4 : Si {\displaystyle g(x)} possède un point stationnaire correspondant à la borne inférieure {\displaystyle x_{s}=a}, ou supérieure {\displaystyle x_{s}=b}, de l'intégrale, alors la contribution de ce point doit être pondéré par un facteur {\displaystyle 1/2}, 
{\displaystyle I(\lambda )={\frac {1}{2}}{\sqrt {\frac {2\pi }{\lambda |g''(x_{s})|}}}f(x_{s})\mathrm {e} ^{\mathrm {i} \lambda g(x_{s})}\mathrm {e} ^{\mathrm {i} \sigma {\frac {\pi }{4}}}+O\left({\frac {1}{\lambda }}\right)}

## Origine de la méthode
Cette méthode est dérivée de la méthode de Laplace. Lorsque l'intégration porte sur un domaine complexe (et non plus sur des bornes réelles), on utilise la généralisation complexe de cette méthode : la méthode du col.